# 2022년 7월
| 2022년: 1월 · 2월 · 3월 · 4월 · 5월 · 6월 · 7월 · 8월 · 9월 · 10월 · 11월 · 12월 |

| \| 2022년 7월 1일 (금요일) \| \| 편집 \| |  |      |
| 보건과 환경 - 코로나19 범유행 - 대한민국의 0시 기준 누적 확진자 수가 18,368,857명으로 집계되었다. 전날 0시 대비 9,528명(국내 9,382, 해외유입 146)이 늘었다. 누계가 일부 정정(-12)되었다. |  |      |
| 2022년 7월 1일 (금요일) |  | 편집 |

| 2022년 7월 1일 (금요일) |  | 편집 |

| \| 2022년 7월 2일 (토요일) \| \| 편집 \| |  |      |
| 보건과 환경 - 코로나19 범유행 - 대한민국의 0시 기준 누적 확진자 수가 18,379,552명으로 집계되었다. 전날 0시 대비 10,715명(국내 10,542, 해외유입 173)이 늘었다. 누계가 일부 정정(-20)되었다. |  |      |
| 2022년 7월 2일 (토요일) |  | 편집 |

| 2022년 7월 2일 (토요일) |  | 편집 |

| \| 2022년 7월 3일 (일요일) \| \| 편집 \| |  |      |
| 보건과 환경 - 코로나19 범유행 - 대한민국의 0시 기준 누적 확진자 수가 18,389,611명으로 집계되었다. 전날 0시 대비 10,059명(국내 9,868, 해외유입 191)이 늘었다. |  |      |
| 2022년 7월 3일 (일요일) |  | 편집 |

| 2022년 7월 3일 (일요일) |  | 편집 |

| \| 2022년 7월 4일 (월요일) \| \| 편집 \| |  |      |
| 보건과 환경 - 코로나19 범유행 - 대한민국의 0시 기준 누적 확진자 수가 18,395,864명으로 집계되었다. 전날 0시 대비 6,253명(국내 6,089, 해외유입 164)이 늘었다. |  |      |
| 2022년 7월 4일 (월요일) |  | 편집 |

| 2022년 7월 4일 (월요일) |  | 편집 |

| \| 2022년 7월 5일 (화요일) \| \| 편집 \| |  |      |
| 보건과 환경 - 코로나19 범유행 - 대한민국의 0시 기준 누적 확진자 수가 18,413,997명으로 집계되었다. 전날 0시 대비 18,147명(국내 17,976, 해외유입 171)이 늘었다. 누계가 일부 정정(-14)되었다. |  |      |
| 2022년 7월 5일 (화요일) |  | 편집 |

| 2022년 7월 5일 (화요일) |  | 편집 |

| \| 2022년 7월 6일 (수요일) \| \| 편집 \| |  |      |
| 경제와 비즈니스 - 스리랑카의 라닐 위크레마싱헤 총리가 자국 경제가 채무불이행(디폴트) 상태라며, 국가 경제 파산을 공식 인정하였다. - 스리랑카 정부는 국제 통화 기금(IMF)과 협상 중인 것과 관련하여 지난 2022년 4월 12일 일시적 채무불이행을 선언하였고, 5월 18일부터 공식 채무불이행 상태에 들어갔다. 스리랑카 정부와 IMF의 구제 금융 협상은 계속 진행 중이다. - 스리랑카의 경제위기는 2019년 봄 부터 2년 이상 이어졌으며, 경제난이 극심해지면서 2022년 들어 반정부 시위가 빈발하고, 정정 불안도 심화하였다. 보건과 환경 - 코로나19 범유행 - 대한민국의 0시 기준 누적 확진자 수가 18,433,359명으로 집계되었다. 전날 0시 대비 19,371명(국내 19,147, 해외유입 224)이 늘었다. 누계가 일부 정정(-9)되었다. |  |      |
| 2022년 7월 6일 (수요일) |  | 편집 |

| 2022년 7월 6일 (수요일) |  | 편집 |

| \| 2022년 7월 7일 (목요일) \| \| 편집 \| |  |      |
| 보건과 환경 - 코로나19 범유행 - 대한민국의 0시 기준 누적 확진자 수가 18,451,862명으로 집계되었다. 전날 0시 대비 18,511명(국내 18,317, 해외유입 194)이 늘었다. 누계가 일부 정정(-8)되었다. |  |      |
| 2022년 7월 7일 (목요일) |  | 편집 |

| 2022년 7월 7일 (목요일) |  | 편집 |

| \| 2022년 7월 8일 (금요일) \| \| 편집 \| |  |      |
| 무력 충돌과 공격 - 아베 신조 피살 사건: 일본의 아베 신조 전 총리가 피습으로 숨졌다. 오전 나라현 나라시에서 2022년 참의원 선거 유세 중 총격을 받고 병원 후송되었으며, 오후 사망이 확인되었다. 보건과 환경 - 코로나19 범유행 - 대한민국의 0시 기준 누적 확진자 수가 18,471,172명으로 집계되었다. 전날 0시 대비 19,323명(국내 19,132, 해외유입 191)이 늘었다. 누계가 일부 정정(-13)되었다. 정치와 선거 - 대한민국의 정당 국민의힘 윤리위원회가 이준석 당대표에 대하여 당원권 6개월 정지의 중징계를 의결하였다. 집권 여당 당대표에 대한 징계는 대한민국 헌정사에 처음있는 일이다. 윤리위는 '자신의 의혹 무마를 위해 측근 김철근을 시켜 7억원 투자유치각서를 써주었다는 혐의'와 관련하여 7일 19시 관련 회의를 열어 심의를 개시하였다. 이 날 이 대표 소명을 청취하였고, 이후 회의를 계속해 8일 새벽 품위유지 의무 위반을 들어 당원권 정지를 의결하였다. |  |      |
| 2022년 7월 8일 (금요일) |  | 편집 |

| 2022년 7월 8일 (금요일) |  | 편집 |

| \| 2022년 7월 9일 (토요일) \| \| 편집 \| |  |      |
| 보건과 환경 - 코로나19 범유행 - 대한민국의 0시 기준 누적 확진자 수가 18,491,435명으로 집계되었다. 전날 0시 대비 20,286명(국내 20,063, 해외유입 223)이 늘었다. 누계가 일부 정정(-23)되었다. 2만 명 이상의 확진은 5월 25일 이후 45일 만이다. 정부는 감염증 재유행을 공식화하였다. 정치와 선거 - 스리랑카에서 반정부 시위가 격화하는 가운데, 고타바야 라자팍사 대통령이 오는 13일 사임하겠다는 의사를 표명하였다. 스리랑카는 경제 붕괴가 정정 불안 심화로 이어졌으며, 7월 6일에는 라닐 위크레마싱헤 총리가 국가 파산을 인정하기도 하였다. |  |      |
| 2022년 7월 9일 (토요일) |  | 편집 |

| 2022년 7월 9일 (토요일) |  | 편집 |

| \| 2022년 7월 10일 (일요일) \| \| 편집 \| |  |      |
| 보건과 환경 - 코로나19 범유행 - 대한민국의 0시 기준 누적 확진자 수가 18,511,845명으로 집계되었다. 전날 0시 대비 20,410명(국내 20,160, 해외유입 250)이 늘었다. 스포츠 - 테니스 메이저 대회인 윔블던 선수권 대회에서 노박 조코비치가 남자 단식에서 우승, 4연패(2018, 2019, 2021, 2022)를 기록하였다. - 2020년 윔블던 선수권은 코로나19 유행으로 경기가 취소됐었다. 조코비치는 백신 미접종과 관련하여 2022년 1월에 열린 오스트레일리아 오픈에 출전하지 못했으나, 백신 접종이 필수가 아닌 윔블던 대회는 출전이 가능했다. - 조코비치의 이번 우승은 개인 통산 21 번째 메이저 대회(그랜드 슬램에 해당하는 4개 주요 챔피언십 대회) 우승이다. 정치와 선거 - 제26회 일본 참의원 의원 통상선거: 일본에서 참의원 선거가 실시, 전체 의원의 절반 가량인 125석을 선출한다. 여당인 자유민주당과 공명당 우세 상황에서, 이틀 전인 7월 8일 아베 신조 피살 사건이 발생함에 따라 동정표까지 더해질 것으로 전망되었다. |  |      |
| 2022년 7월 10일 (일요일) |  | 편집 |

| 2022년 7월 10일 (일요일) |  | 편집 |

| \| 2022년 7월 11일 (월요일) \| \| 편집 \| |  |      |
| 과학과 기술 - 미국 항공 우주국(NASA)이 제임스 웹 우주망원경을 이용해 시험적으로 찍은 사진을 공개하였다. 기존 허블 우주망원경으로 찍은 사진보다 훨씬 선명한 SMACS 0723 은하단(SMACS J0723.3-7327) 사진 등을 공개하였다. 보건과 환경 - 코로나19 범유행 - 대한민국의 0시 기준 누적 확진자 수가 18,524,538명으로 집계되었다. 전날 0시 대비 12,693명(국내 12,513, 해외유입 180)이 늘었다. |  |      |
| 2022년 7월 11일 (월요일) |  | 편집 |

| 2022년 7월 11일 (월요일) |  | 편집 |

| \| 2022년 7월 12일 (화요일) \| \| 편집 \| |  |      |
| 경제와 비즈니스 - 외환 시장에서 1 달러가 1 유로로 교환되는 1대1 교환(parity, 패리티)이 2002년 12월 이후 약 20년 만에 이루어졌다. 2002년은 유로화가 도입된 해이다. 전 세계적 경기 침체 우려로 달러는 강세인 상태인 반면, 유로화 가치는 러시아의 우크라이나 침공으로 촉발된 에너지 위기에 불황 우려가 겹치며 최저치 수준으로 떨어졌다. 2022년 초 환율은 1유로당 1.13달러 수준이었다. 보건과 환경 - 코로나19 범유행 - 대한민국의 0시 기준 누적 확진자 수가 18,561,861명으로 집계되었다. 전날 0시 대비 37,360명(국내 37,100, 해외유입 260)이 늘었다. 누계가 일부 정정(-37)되었다. 정치와 선거 - 아베 신조 피살 사건: 피습으로 숨진 일본 아베 신조 전 총리의 장례식이 도쿄의 조조지(사찰)에서 진행되었다. 장례는 가족장으로 진행되었으며, 부인 아베 아키에 등 일가족이 참석하였다. |  |      |
| 2022년 7월 12일 (화요일) |  | 편집 |

| 2022년 7월 12일 (화요일) |  | 편집 |

| \| 2022년 7월 13일 (수요일) \| \| 편집 \| |  |      |
| 국제 관계 - 조선민주주의인민공화국 외무성이 우크라이나에서 분리 독립을 선언한 미승인 국가인 도네츠크 인민공화국과 루간스크 인민공화국을 주권 국가로 승인했다. 우크라이나 외무부는 이에 대한 대응 차원에서 조선민주주의인민공화국과의 외교 관계를 단절했다. 경제와 비즈니스 - 미국의 6월 소비자 물가지수가 전년비 9.1%로 집계되었다. 1981년 12월 이후 약 41년 만에 최고치이다. 앞서 지난 7월 11일 발표된 '향후 1년간 기대 인플레이션'의 중간값은 6.8%로 2013년 관련 집계를 시작한 이래 역대 최고치를 기록하였다. 이러한 지표 발표에 따라 미국 연방준비제도가 오는 7월 연방공개시장위원회(FOMC) 회의에서 0.75%p를 인상(자이언트 스텝)할 확율이 더욱 커졌으며, 이를 넘어서는 1.00%p(100bp) 금리 인상(울트라 스텝)을 할 수도 있다는 전망이 나오기도 하였다. - 한국은행 기준금리: 한국은행(한은)이 금융통화위원회(금통위)를 열고, 기준금리를 사상 처음으로 0.50%p 인상 결정하였다. 이에 따라 기준금리는 종전 1.75%에서 2.25%가 되었다. 지난 4월, 5월에 이은 3회 연속 인상이다. 한은은 인플레이션과 관련하여 금리 인상 기조를 이어갈 것임을 시사하였다. 보건과 환경 - 코로나19 범유행 - 대한민국의 0시 기준 누적 확진자 수가 18,602,109명으로 집계되었다. 전날 0시 대비 40,266명(국내 39,868, 해외유입 398)이 늘었다. 누계가 일부 정정(-18)되었다. |  |      |
| 2022년 7월 13일 (수요일) |  | 편집 |

| 2022년 7월 13일 (수요일) |  | 편집 |

| \| 2022년 7월 14일 (목요일) \| \| 편집 \| |  |      |
| 보건과 환경 - 코로나19 범유행 - 대한민국의 0시 기준 누적 확진자 수가 18,641,278명으로 집계되었다. 전날 0시 대비 39,196명(국내 38,858, 해외유입 338)이 늘었다. 누계가 일부 정정(-27)되었다. |  |      |
| 2022년 7월 14일 (목요일) |  | 편집 |

| 2022년 7월 14일 (목요일) |  | 편집 |

| \| 2022년 7월 15일 (금요일) \| \| 편집 \| |  |      |
| 보건과 환경 - 코로나19 범유행 - 대한민국의 0시 기준 누적 확진자 수가 18,680,142명으로 집계되었다. 전날 0시 대비 38,882명(국내 38,621, 해외유입 261)이 늘었다. 누계가 일부 정정(-18)되었다. |  |      |
| 2022년 7월 15일 (금요일) |  | 편집 |

| 2022년 7월 15일 (금요일) |  | 편집 |

| \| 2022년 7월 16일 (토요일) \| \| 편집 \| |  |      |
| 보건과 환경 - 코로나19 범유행 - 대한민국의 0시 기준 누적 확진자 수가 18,721,415명으로 집계되었다. 전날 0시 대비 41,310명(국내 41,023, 해외유입 287)이 늘었다. 누계가 일부 정정(-37)되었다. |  |      |
| 2022년 7월 16일 (토요일) |  | 편집 |

| 2022년 7월 16일 (토요일) |  | 편집 |

| \| 2022년 7월 17일 (일요일) \| \| 편집 \| |  |      |
| 보건과 환경 - 코로나19 범유행 - 대한민국의 0시 기준 누적 확진자 수가 18,761,757명으로 집계되었다. 전날 0시 대비 40,342명(국내 40,037, 해외유입 305)이 늘었다. |  |      |
| 2022년 7월 17일 (일요일) |  | 편집 |

| 2022년 7월 17일 (일요일) |  | 편집 |

| \| 2022년 7월 18일 (월요일) \| \| 편집 \| |  |      |
| 보건과 환경 - 코로나19 범유행 - 대한민국의 0시 기준 누적 확진자 수가 18,788,056명으로 집계되었다. 전날 0시 대비 26,299명(국내 25,980, 해외유입 319)이 늘었다. |  |      |
| 2022년 7월 18일 (월요일) |  | 편집 |

| 2022년 7월 18일 (월요일) |  | 편집 |

| \| 2022년 7월 19일 (화요일) \| \| 편집 \| |  |      |
| 군사 - 대한민국의 전투기 KF-21 보라매의 시험 비행이 실시되었다. 보라매의 첫 시험비행은 시속 400km의 경비행기 속도 수준에서 진행되었으며, 오는 2026년까지 약 2,200여 회의 시험비행을 진행한 뒤 양산에 들어갈 예정이다. 보건과 환경 - 코로나19 범유행 - 대한민국의 0시 기준 누적 확진자 수가 18,861,593명으로 집계되었다. 전날 0시 대비 73,582명(국내 73,231, 해외유입 351)이 늘었다. 누계가 일부 정정(-45)되었다. |  |      |
| 2022년 7월 19일 (화요일) |  | 편집 |

| 2022년 7월 19일 (화요일) |  | 편집 |

| \| 2022년 7월 20일 (수요일) \| \| 편집 \| |  |      |
| 보건과 환경 - 코로나19 범유행 - 대한민국의 0시 기준 누적 확진자 수가 18,937,971명으로 집계되었다. 전날 0시 대비 76,402명(국내 75,973, 해외유입 429)이 늘었다. 누계가 일부 정정(-24)되었다. 정치와 선거 - 스리랑카 국회가 공석인 대통령 선출을 위한 선거를 실시, 라닐 위크레마싱헤를 스리랑카의 대통령에 선출하였다. 위크레마싱헤는 134표를 얻었으며, 야권 후보인 달라스 알라하페루마(Dullas Alahapperuma)는 82표를 얻었다. |  |      |
| 2022년 7월 20일 (수요일) |  | 편집 |

| 2022년 7월 20일 (수요일) |  | 편집 |

| \| 2022년 7월 21일 (목요일) \| \| 편집 \| |  |      |
| 보건과 환경 - 코로나19 범유행 - 대한민국의 0시 기준 누적 확진자 수가 19,009,080명으로 집계되었다. 전날 0시 대비 71,170명(국내 70,850, 해외유입 320)이 늘었다. 누계가 일부 정정(-61)되었다. |  |      |
| 2022년 7월 21일 (목요일) |  | 편집 |

| 2022년 7월 21일 (목요일) |  | 편집 |

| \| 2022년 7월 22일 (금요일) \| \| 편집 \| |  |      |
| 보건과 환경 - 코로나19 범유행 - 대한민국의 0시 기준 누적 확진자 수가 19,077,659명으로 집계되었다. 전날 0시 대비 68,632명(국내 68,309, 해외유입 323)이 늘었다. 누계가 일부 정정(-53)되었다. |  |      |
| 2022년 7월 22일 (금요일) |  | 편집 |

| 2022년 7월 22일 (금요일) |  | 편집 |

| \| 2022년 7월 23일 (토요일) \| \| 편집 \| |  |      |
| 보건과 환경 - 코로나19 범유행 - 대한민국의 0시 기준 누적 확진자 수가 19,146,180명으로 집계되었다. 전날 0시 대비 68,551명(국내 68,258, 해외유입 293)이 늘었다. 누계가 일부 정정(-30)되었다. |  |      |
| 2022년 7월 23일 (토요일) |  | 편집 |

| 2022년 7월 23일 (토요일) |  | 편집 |

| \| 2022년 7월 24일 (일요일) \| \| 편집 \| |  |      |
| 보건과 환경 - 코로나19 범유행 - 대한민국의 0시 기준 누적 확진자 수가 19,211,613명으로 집계되었다. 전날 0시 대비 65,433명(국내 65,100, 해외유입 333)이 늘었다. 스포츠 - 투르 드 프랑스 2022 대회에서 덴마크의 사이클 선수 요나스 빙에고르(Jonas Vingegaard Rasmussen Merkle)가 우승하였다. |  |      |
| 2022년 7월 24일 (일요일) |  | 편집 |

| 2022년 7월 24일 (일요일) |  | 편집 |

| \| 2022년 7월 25일 (월요일) \| \| 편집 \| |  |      |
| 보건과 환경 - 코로나19 범유행 - 대한민국의 0시 기준 누적 확진자 수가 19,247,496명으로 집계되었다. 전날 0시 대비 35,883명(국내 35,540, 해외유입 343)이 늘었다. |  |      |
| 2022년 7월 25일 (월요일) |  | 편집 |

| 2022년 7월 25일 (월요일) |  | 편집 |

| \| 2022년 7월 26일 (화요일) \| \| 편집 \| |  |      |
| 보건과 환경 - 코로나19 범유행 - 대한민국의 0시 기준 누적 확진자 수가 19,346,764명으로 집계되었다. 전날 0시 대비 99,327명(국내 98,974, 해외유입 353)이 늘었다. 누계가 일부 정정(-59)되었다. 정치와 선거 - 대한민국 행정자치부(행자부) 산하에 경찰국을 두는 내용을 담은 '행정안전부와 그 소속기관 직제'(대통령령) 일부개정령안이 국무회의를 통과하였다. - 해당 개정령안은 7월 15일부터 7월 19일까지 4일간 입법예고되었으며, 산하 경찰국을 통한 경찰청장 지휘·감독 및 임명 제청, 경찰공무원 임용 제청, 징계 등의 내용을 담고 있다. 해당 령은 오는 8월 2일 시행된다. - 경찰국 신설과 관련하여 김창룡 청장이 지난 6월 27일 사의를 표하였으며, 7월 5일 수리되었다. 7월 23일에는 '경찰의 민주적 통제방안 마련을 위한 전국 경찰서장 회의'(총경 회의)가 열렸으며, 총경 회의를 주도한 류삼영 울산중부경찰서장(총경)이 대기발령 조치되기도 하였다. |  |      |
| 2022년 7월 26일 (화요일) |  | 편집 |

| 2022년 7월 26일 (화요일) |  | 편집 |

| \| 2022년 7월 27일 (수요일) \| \| 편집 \| |  |      |
| 경제와 비즈니스 - 미국 연방준비제도(Fed, 연준)는 연방공개시장위원회(FOMC) 정례 회의에서 기준금리를 0.75%p 인상하기로 하였다. 이에 따라 기준금리는 2.25%~2.50% 수준이 되었다. 2022년 6월 15일 0.75%p 인상에 이은 것이다. 6월에 이은 연속 자이언트 스텝(giant step, 0.75%p 인상)이다. 제롬 파월 연준 의장은 인플레이션을 잡기 위한 금리 인상 기조가 이어질 것임을 시사하였다. 보건과 환경 - 코로나19 범유행 - 대한민국의 0시 기준 누적 확진자 수가 19,446,946명으로 집계되었다. 전날 0시 대비 100,285명(국내 99,753, 해외유입 532)이 늘었다. 누계가 일부 정정(-103)되었다. |  |      |
| 2022년 7월 27일 (수요일) |  | 편집 |

| 2022년 7월 27일 (수요일) |  | 편집 |

| \| 2022년 7월 28일 (목요일) \| \| 편집 \| |  |      |
| 경제와 비즈니스 - 미국 상무부가 2022년 2분기 국내총생산(GDP) 성장률이 전년대비 -0.9%로 역성장하였다고 밝혔다. 1분기(-1.4%)에 이은 마이너스성장으로, '기술적 경기 침체'(2개 분기 역성장)가 확인되었다. 민간 기업의 재고 투자가 감소하였으며, 정부 지출도 감소하였으나, 개인 소비는 2분기에도 증가한 것으로 나타났다. 공식적인 미국의 경기 침체를 판단하고 선언하는 곳은 전미경제연구소(NBER)이며, GDP를 비롯하여 여러 경제 지표를 종합 평가하여 결정한다. 보건과 환경 - 코로나19 범유행 - 대한민국의 0시 기준 누적 확진자 수가 19,535,242명으로 집계되었다. 전날 0시 대비 88,384명(국내 87,959, 해외유입 425)이 늘었다. 누계가 일부 정정(-88)되었다. |  |      |
| 2022년 7월 28일 (목요일) |  | 편집 |

| 2022년 7월 28일 (목요일) |  | 편집 |

| \| 2022년 7월 29일 (금요일) \| \| 편집 \| |  |      |
| 보건과 환경 - 코로나19 범유행 - 대한민국의 0시 기준 누적 확진자 수가 19,620,517명으로 집계되었다. 전날 0시 대비 85,320명(국내 84,881, 해외유입 439)이 늘었다. 누계가 일부 정정(-45)되었다. 정치와 선거 - 대한민국의 대통령 지지율, 윤석열 정부: 2022년 7월 4주 차 대한민국 윤석열 대통령의 국정 운영 지지율이 28%를 기록하였다. 윤석열 대통령 국정 지지율이 30% 아래로 내려간 것은 지난 5월 10일 취임한 지 81일 만이다. 한국갤럽 발표에 따르면, 긍정 평가는 지난주 대비 3%p 하락하였다. 부정 평가는 2%p 오른 62%로 나타났다. 부정 평가 이유로는 인사 문제가 21%로 가장 높았으며, 긍정 평가로는 공정·정의·원칙이 9%로 가장 높았다. 전임자 문재인 대통령의 국정 지지율이 30% 아래로 내려간 것은 2021년 4월 5주 차 조사(29%)로, 2017년 취임 이후 4년 차 1,452일 째였다. |  |      |
| 2022년 7월 29일 (금요일) |  | 편집 |

| 2022년 7월 29일 (금요일) |  | 편집 |

| \| 2022년 7월 30일 (토요일) \| \| 편집 \| |  |      |
| 보건과 환경 - 코로나19 범유행 - 대한민국의 0시 기준 누적 확진자 수가 19,702,461명으로 집계되었다. 전날 0시 대비 82,002명(국내 81,605, 해외유입 397)이 늘었다. 누계가 일부 정정(-58)되었다. |  |      |
| 2022년 7월 30일 (토요일) |  | 편집 |

| 2022년 7월 30일 (토요일) |  | 편집 |

| \| 2022년 7월 31일 (일요일) \| \| 편집 \| |  |      |
| 보건과 환경 - 코로나19 범유행 - 대한민국의 0시 기준 누적 확진자 수가 19,776,050명으로 집계되었다. 전날 0시 대비 73,589명(국내 73,248, 해외유입 341)이 늘었다. |  |      |
| 2022년 7월 31일 (일요일) |  | 편집 |

| 2022년 7월 31일 (일요일) |  | 편집 |

| <          | 2022년 7월 | 2022년 7월 | 2022년 7월 | 2022년 7월 | 2022년 7월  | >          |
| 일         | 월         | 화         | 수         | 목         | 금          | 토         |
|            |            |            |            |            | 1 6.3 을묘  | 2 4 병진   |
| 3 5 정사   | 4 6 무오   | 5 7 기미   | 6 8 경신   | 7 9 신유   | 8 10 임술   | 9 11 계해  |
| 10 12 갑자 | 11 13 을축 | 12 14 병인 | 13 15 정묘 | 14 16 무진 | 15 17 기사  | 16 18 경오 |
| 17 19 신미 | 18 20 임신 | 19 21 계유 | 20 22 갑술 | 21 23 을해 | 22 24 병자  | 23 25 정축 |
| 24 26 무인 | 25 27 기묘 | 26 28 경진 | 27 29 신사 | 28 30 임오 | 29 7.1 계미 | 30 2 갑신  |
| 31 3 을유  |            |            |            |            |             |            |

| - 2022년 - 6월 - 7월 - 8월 - 10일: 일본 참의원 선거 편집하기 |